# Petr Eben
Petr Eben (ur. 22 stycznia 1929 w Žamberku, zm. 24 października 2007 w Pradze) – kompozytor czeski.

## Życiorys
Urodził się w nawróconej na katolicyzm rodzinie pochodzenia żydowskiego. Jako dziecko uczył się gry na fortepianie, organach i wiolonczeli w Českém Krumlově, grał też na organach w tamtejszym kościele św. Wita. Podczas II wojny światowej został w 1943 roku wywieziony wraz z rodziną do KL Buchenwald. W latach 1948–1954 studiował w Akademii Muzycznej w Pradze u Františka Raucha (fortepian) i Pavla Bořkovca (kompozycja). Od 1955 do 1990 roku wykładał na Uniwersytecie Karola. Z powodu odmowy wstąpienia do partii komunistycznej i otwartego deklarowania swojego przywiązania do wiary chrześcijańskiej, przed 1989 rokiem władze czechosłowackie blokowały mu możliwości rozwoju ścieżki zawodowej. Został doceniony w ojczyźnie dopiero po aksamitnej rewolucji i upadku systemu. Koncertował jako pianista, opracowywał też czeskie pieśni ludowe na użytek szkolny. W latach 1990–1994 był wykładowcą Akademii Muzycznej w Pradze. W 1991 roku został odznaczony kawalerią francuskiego Orderu Sztuki i Literatury, a w 2002 roku czeskim Medalem za Zasługi I stopnia.

## Ważniejsze kompozycje
(na podstawie materiałów źródłowych)

### Utwory orkiestrowe
- 2 koncerty organowe (I „Symphonia gregoriana” 1954, II 1982)
- Koncert fortepianowy (1962)
- Vox clamantis na 3 trąbki i orkiestrę (1969)
- symfonia koncertująca Noční hodiny (1975)
- Pražské nokturno: Hommage à W.A. Mozart (1983)
- Improperia (1995)

### Utwory kameralne
- Sonata obojowa (1950)
- Suita balladica na wiolonczelę i fortepian (1955)
- Sonatina semplice na skrzypce lub flet i fortepian (1955)
- Duetti per due trombe (1956)
- Duettinos na instrument sopranowy i fortepian (1963)
- Ordo modalis na obój i harfę (1964)
- Kwintet dęty Quintetto per stromenti a fiato (1965)
- Fantasia vespertina na trąbkę i fortepian (1967)
- kwintet dęty Variace na chorál (1968–1969)
- Hudba na obój, fagot i fortepian (1970)
- Okna na trąbkę i organy (1976)
- Sonata na flet i marimbę (1978)
- Tabulatura nova na gitarę (1979)
- Mutationes na organy i flet piccolo (1980)
- Kwartet smyczkowy (1981)
- Fantasia na altówkę i organy (1982)
- Krajiny patmoské na organy i perkusję (1984)
- Protihráči na klarnet, fortepian i perkusję (1985)
- Trio fortepianowe (1986)
- Risonanza na harfę (1986)
- Tres iubilationes na 4 instrumenty dęte i organy (1987)
- Sonata klawesynowa (1988)
- Kwintet fortepianowy (1991–1992)
- Appello na obój i fortepian (1995)

### Utwory organowe
- Nedelní hudba (1957–1959)
- 10 uwertur chorałowych (1971)
- 2 fantazje chorałowe (1972)
- Faust (1979–1980)
- Versetti (1982)
- Hommage à Dietrich Buxtehude (1987)
- Job (1987)
- Biblické tance (1990–1991)
- Dvě slavnostní preludia (1992)
- Momenti d’organo (1994)
- Verso ritmica (1995)

### Utwory fortepianowe
- Sonata (1951)
- Dopisy Mileně (1990)

### Utwory wokalno-instrumentalne
- Šestero písní milostných na średni głos i fortepian (1951)
- Missa adventus et quadragesimae na chór męski i organy (1952)
- Starodávné čarování milému na głos żeński i chór (1957)
- Láska a smrt na chór (1957–1958)
- Šest písní na básně R.M Rilkeho na niski głos i fortepian (1961)
- Písně nelaskavé na alt i altówkę (1963)
- oratorium Apologia Socratus na alt, baryton, chór, chór dziecięcy i orkiestrę (1967)
- Truvérská mše na chór, gitary i flety proste (1968–1969)
- Cantica Comeniana na chór mieszany lub chór żeński (1970)
- Pragensia na chór kameralny i instrumenty renesansowe (1972)
- Salve Regina na chór (1973)
- Řecký slovník na chór żeński i harfę (1974)
- Pocta Karlu IV na chór i orkiestrę (1978)
- Missa cum populo na chór, wiernych, 4 instrumenty dęte i organy (1981–1982)
- Cantico delle creature na chór (1987)
- Pražské Te Deum na chór i instrumenty dęte lub organy (1990)
- Verba sapientiae na chór (1991)
- oratorium Posvátná znamení na chór, zespół instrumentów dętych i organy (1992–1993)
- oratorium Anno Domini na 2 głosy solowe, chór dziecięcy, chór, scholę gregoriańską i orkiestrę kameralną (1998–1999)
- oratorium Jacobus na baryton, chór i orkiestrę (2002)

### Utwory sceniczne
- muzyka do Fausta Goethego (1976)
- muzyka do Hamleta Szekspira (1977)
- balet Kletby a dobrořečení (1983)
- opera kościelna Jeremias, według Stefana Zweiga (1996–1997)